# Fußball-Weltmeisterschaft 2010/Mexiko
Dieser Artikel behandelt die mexikanische Fußballnationalmannschaft bei der Fußball-Weltmeisterschaft 2010.

## Qualifikation
Die Mannschaft qualifizierte sich über die Qualifikationsspiele der CONCACAF für die Weltmeisterschaft in Südafrika.
Wegen eines Freiloses für die erste Runde, nahm das Team erst ab der zweiten Quali-Runde teil, wo es sich mit einem 2:0 und 7:0 aus Hin- und Rückspiel gegen Belize klar durchsetzte.
In der dritten Runde traf die Mannschaft unter Nationaltrainer Javier Aguirre Onaindía auf Honduras, Jamaika und Kanada. Hierbei erreichte die Mannschaft mit drei Siegen, einem Remis sowie zwei Niederlagen aus sechs Partien den zweiten Gruppenplatz und erreichte so die vierte Qualifikationsrunde. Jamaika, die am Ende der dritten Gruppenphase ebenso viele Punkte mussten auf Grund der niedrigeren Tordifferenz schon frühzeitig aus der Qualifikation ausscheiden.
An zweiter Stelle reihten sich die Mexikaner in der vierten Quali-Runde ein, wo sie zuvor gegen die USA, Honduras, Costa Rica, El Salvador und Trinidad und Tobago antraten.

### Zweite Runde
15. Juni 2008:
Belize – Mexiko 0:2 (0:0)
21. Juni 2008:
Mexiko – Belize 7:0 (3:0)

### Dritte Runde
20. August 2008:
Mexiko – Honduras 2:1 (0:1)
6. September 2008:
Mexiko – Jamaika 3:0 (2:0)
10. September 2008:
Mexiko – Kanada 2:1 (0:0)
11. Oktober 2008:
Jamaika – Mexiko 1:0 (1:0)
15. Oktober 2008:
Kanada – Mexiko 2:2 (1:1)
19. November 2008:
Honduras – Mexiko 1:0 (0:0)

### Vierte Runde
11. Februar 2009:
USA – Mexiko 2:0 (1:0)
28. März 2009:
Mexiko – Costa Rica 2:0 (1:0)
1. April 2009:
Honduras – Mexiko 3:1 (2:0)
6. Juni 2009:
El Salvador – Mexiko 2:1 (1:0)
10. Juni 2009:
Mexiko – Trinidad und Tobago 2:1 (1:1)
12. August 2009:
Mexiko – USA 2:1 (1:1)
5. September 2009:
Costa Rica – Mexiko 0:3 (0:0)
9. September 2009:
Mexiko – Honduras 1:0 (0:0)
10. Oktober 2009:
Mexiko – El Salvador 4:1 (1:0)
14. Oktober 2009:
Trinidad und Tobago – Mexiko 2:2 (1:0)

## Mexikanisches Aufgebot
Nationaltrainer Javier Aguirre nominierte 26 Spieler in sein vorläufiges WM-Aufgebot, aus dem er drei Spieler streichen musste. Neben den beiden in Mexiko tätigen Spielern Juan Carlos Valenzuela (Club América) und Adrián Aldrete (Monarcas Morelia), die bereits am 14. Mai gestrichen wurden, verpasste am 31. Mai auch Jonathan dos Santos vom FC Barcelona, der jüngste Spieler des vorläufigen Aufgebots, den Sprung in das 23 Mann umfassende, endgültige Aufgebot.

### Legionäre
Neun von den 23 Spielern standen zum Zeitpunkt des Turniers bei einem Klub außerhalb Mexikos unter Vertrag. Allesamt waren in Europa aktiv. Die Eredivisie stellte mit drei Spielern das größte Kontingent an den mexikanischen Europa-Legionären. Die Premier League sowie die La Liga hatten mit jeweils zwei Akteuren Anteil, während in der Bundesliga und in der Süper Lig lediglich jeweils ein Spieler aktiv war. Ricardo Osorio, Rafael Marquez und Guillermo Franco hatten im Anschluss an die Fußball-Weltmeisterschaft Europa verlassen, während Pablo Barrera und Chicharito den Sprung nach Europa wagten, beide gingen in die Premier League. Während Barrera bei West Ham United unterschrieb, wechselte Javier Hernandez zu Manchester United.
| Nr.               | Name                | Verein vor WM-Beginn  | Geburtstag | Spiele   | Tore     |          |          |          |          |
| Torhüter          | Torhüter            | Torhüter              | Torhüter   | Torhüter | Torhüter | Torhüter | Torhüter | Torhüter | Torhüter |
| ----------------- | ------------------- | --------------------- | ---------- | -------- | -------- | -------- | -------- | -------- | -------- |
| 1                 | Óscar Pérez Rojas   | Jaguares de Chiapas   | 01.02.1973 | 4        | 0        | 0        | 0        | 0        |          |
| 13                | Guillermo Ochoa     | Club América          | 13.07.1985 | 0        | 0        | 0        | 0        | 0        |          |
| 23                | Luis Ernesto Michel | Deportivo Guadalajara | 21.07.1979 | 0        | 0        | 0        | 0        | 0        |          |
| Abwehrspieler     |                     |                       |            |          |          |          |          |          |          |
| 2                 | Maza                | PSV Eindhoven         | 20.10.1981 | 4        | 0        | 1        | 0        | 0        |          |
| 3                 | Carlos Salcido      | PSV Eindhoven         | 02.04.1980 | 4        | 0        | 0        | 0        | 0        |          |
| 4                 | Rafael Márquez      | FC Barcelona          | 13.02.1979 | 3        | 1        | 1        | 0        | 0        |          |
| 5                 | Ricardo Osorio      | VfB Stuttgart         | 30.03.1980 | 4        | 0        | 0        | 0        | 0        |          |
| 12                | Paul Aguilar        | CF Pachuca            | 06.03.1986 | 1        | 0        | 0        | 0        | 0        |          |
| 15                | Héctor Moreno       | AZ Alkmaar            | 17.01.1988 | 2        | 0        | 1        | 0        | 0        |          |
| 16                | Efraín Juárez       | UNAM Pumas            | 22.02.1988 | 3        | 0        | 2        | 0        | 0        |          |
| 19                | Jonny Magallón      | Deportivo Guadalajara | 21.11.1981 | 0        | 0        | 0        | 0        | 0        |          |
| 20                | Jorge Torres Nilo   | UANL Tigres           | 16.01.1988 | 0        | 0        | 0        | 0        | 0        |          |
| Mittelfeldspieler |                     |                       |            |          |          |          |          |          |          |
| 6                 | Gerardo Torrado     | CD Cruz Azul          | 30.04.1979 | 4        | 0        | 1        | 0        | 0        |          |
| 7                 | Pablo Barrera       | UNAM Pumas            | 21.06.1987 | 3        | 0        | 0        | 0        | 0        |          |
| 8                 | Israel Castro       | UNAM Pumas            | 20.12.1980 | 1        | 0        | 1        | 0        | 0        |          |
| 17                | Giovani dos Santos  | Galatasaray SK        | 11.05.1989 | 4        | 0        | 0        | 0        | 0        |          |
| 18                | Andrés Guardado     | Deportivo La Coruña   | 28.09.1986 | 3        | 0        | 0        | 0        | 0        |          |
| 22                | Alberto Medina      | Deportivo Guadalajara | 29.05.1983 | 0        | 0        | 0        | 0        | 0        |          |
| Stürmer           |                     |                       |            |          |          |          |          |          |          |
| 9                 | Guillermo Franco    | West Ham United       | 03.11.1976 | 4        | 0        | 1        | 0        | 0        |          |
| 10                | Cuauhtémoc Blanco   | CD Veracruz           | 17.01.1973 | 3        | 1        | 0        | 0        | 0        |          |
| 11                | Carlos Vela         | FC Arsenal            | 01.03.1989 | 2        | 0        | 0        | 0        | 0        |          |
| 14                | Chicharito          | Deportivo Guadalajara | 01.06.1988 | 4        | 2        | 1        | 0        | 0        |          |
| 21                | Adolfo Bautista     | Deportivo Guadalajara | 15.05.1979 | 1        | 0        | 0        | 0        | 0        |          |
| Trainer           |                     |                       |            |          |          |          |          |          |          |
|                   | Javier Aguirre      |                       | 01.12.1958 |          |          |          |          |          |          |

## Vorrunde
| Rang | Land       | Tore | Punkte |
| ---- | ---------- | ---- | ------ |
| 1    | Uruguay    | 4:0  | 7      |
| 2    | Mexiko     | 3:2  | 4      |
| 3    | Südafrika  | 3:5  | 4      |
| 4    | Frankreich | 1:4  | 1      |

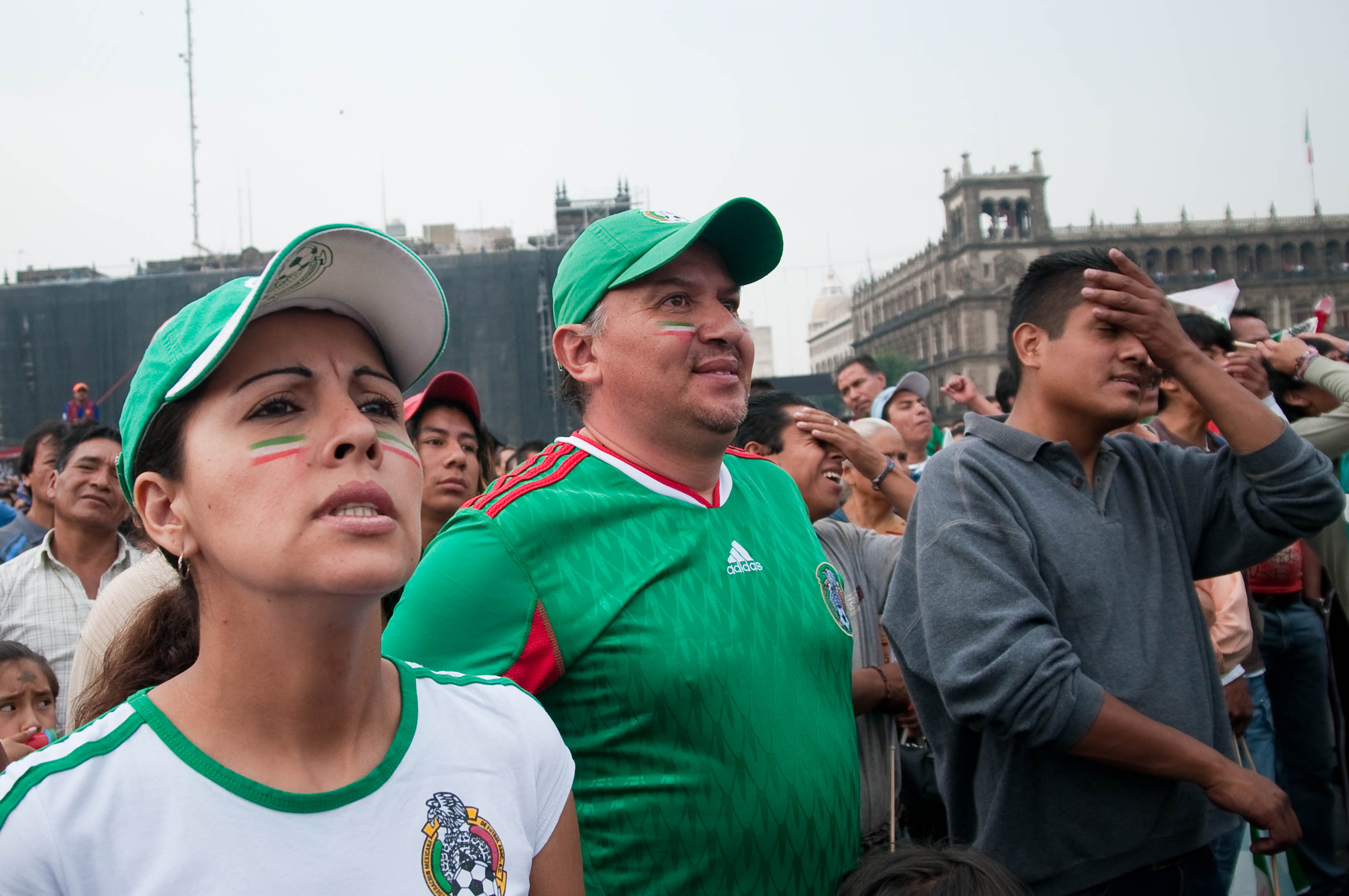
Mexikanische Fans unmittelbar nach dem Führungstor der Südafrikaner im Eröffnungsspiel.

In der Vorrunde der Weltmeisterschaft 2010 in Südafrika traf die mexikanische Nationalmannschaft in der Gruppe A auf den Gastgeber Südafrika sowie auf Uruguay und Frankreich.
Bereits zum vierten Mal spielte Mexiko bei einer WM in derselben Vorrundengruppe wie Frankreich: 1930 standen sich beide Mannschaften in ihrem jeweils ersten WM-Spiel überhaupt gegenüber und Frankreich behielt mit 4:1 die Oberhand, obwohl die Franzosen verletzungsbedingt mehr als eine Stunde in Unterzahl spielten. Bei der WM 1954 unterlagen die Mexikaner 2:3, haderten aber mit einem aus ihrer Sicht unberechtigten Elfmeter in der 88. Minute. Den bis dahin einzigen Länderspielpunkt gegen die Franzosen gab es bei der WM 1966, als beide Mannschaften sich 1:1 trennten.
Außerdem spielte „El Tri“ 1966 in der Vorrundengruppe auch gegen Uruguay, gegen die ein 0:0 erzielt wurde. Es war im 17. WM-Vergleich Mexikos das erste Spiel ohne Gegentor und zugleich das letzte WM-Spiel ihres legendären Torhüters Antonio Carbajal, der als erster Spieler überhaupt bei fünf Weltmeisterschaften zum Einsatz kam.
Gegen Südafrika hatte Mexiko zuvor noch nie gespielt.
- Freitag, 11. Juni 2010; 16:00 Uhr in Johannesburg (Soccer City)
 Südafrika –  Mexiko 1:1 (0:0)

Bereits zum fünften Mal (nach 1930, 1950, 1958 und 1970) bestritt Mexiko das Eröffnungsspiel einer Weltmeisterschaft.
Die Mexikaner dominierten das Spiel in der ersten Hälfte und erarbeiteten sich mehrere Möglichkeiten, die Giovani dos Santos und Guillermo Franco allesamt nicht im Tor unterbringen konnten. Das erste Tor der Partie gelang Carlos Vela, doch wurde diesem aufgrund knapper Abseitsstellung zu Recht die Anerkennung verweigert. In den letzten Minuten der ersten Halbzeit konnten die Südafrikaner das Match ausgeglichener gestalten und kamen ihrerseits zu zwei Torgelegenheiten. In der 55. Minute gelang Siphiwe Tshabalala aus halblinker Position mit einem wuchtigen Schuss in den rechten Torwinkel der Führungstreffer für die Gastgeber, den Rafael Márquez in der 79. Minute ausgleichen konnte. Fast hätten die Mexikaner das Spiel doch noch verloren, nachdem Südafrikas Keeper Itumeleng Khune den Ball weit in ihre Spielhälfte hineingeschlagen hatte, doch traf Katlego Mphela bei seiner anschließenden Aktion nur den Pfosten.
- Donnerstag, 17. Juni 2010; 20:30 Uhr in Polokwane
 Frankreich –  Mexiko 0:2 (0:0)

Im insgesamt siebten Vergleich mit der „Équipe Tricolore“ war „El Tri“ zum ersten Mal erfolgreich. Vorher hatte es für die Mexikaner fünf Niederlagen und ein Remis gegeben. Außer den drei oben genannten WM-Begegnungen gab es zwischen 1996 und 2006 drei weitere Spiele, in denen Mexiko nicht ein einziges Tor erzielte. Sie endeten aus Sicht der Mexikaner 0:2, 0:4 und 0:1. Doch diesmal traf „El Tri“ auf einen sich selbst durch Skandale demontierenden Gegner und gewann durch eine starke Leistung verdient mit 2:0. Weil im Parallelspiel Uruguay gegen Südafrika gewann, hätte beiden Mannschaften aus Lateinamerika im folgenden direkten Vergleich ein Remis genügt, um sich gemeinsam für das Achtelfinale zu qualifizieren.
Mexiko hätte gegen die französische Auswahl bereits in der zweiten Minute in Führung gehen können, doch der Schrägschuss von Giovani dos Santos knallte nur an den Innenpfosten. Auch in der nächsten halben Stunde erarbeiteten die Mexikaner sich eine Reihe von guten Gelegenheiten, die allerdings alle nicht zum Erfolg führten. Die erste Möglichkeit der Franzosen kam erst kurz vor der Pause zustande, als Nicolas Anelka an Mexikos Keeper Óscar Pérez Rojas scheiterte. In der zweiten Halbzeit wirkte die französische Mannschaft völlig ideenlos und brach nahezu vollständig ein. So war es nur konsequent, dass Mexiko in der 64. Minute den Führungstreffer erzielte. Nach einer genialen Vorlage von Rafael Márquez umkurvte Chicharito Keeper Hugo Lloris und schob den Ball ins leere Tor. Eine Viertelstunde später holte Frankreichs Innenverteidiger Éric Abidal den mexikanischen Stürmer Pablo Barrera im Strafraum von den Beinen. Den fälligen Elfmeter verwandelte der 37-jährige Routinier Cuauhtémoc Blanco sicher zum 2:0-Endstand. Nach dem Spiel klagte Frankreichs Mittelfeldspieler Florent Malouda: „Es ist eine Schande, so zu verlieren.“
- Dienstag, 20. Juni 2010; 16:00 Uhr in Rustenburg
 Mexiko –  Uruguay 0:1 (0:1)

Nach einem schweren Patzer des mexikanischen Innenverteidigers Héctor Moreno kam Luis Suárez in der sechsten Minute aus halbrechter Position zur ersten Chance für die „Urus“, verfehlte das Tor allerdings um gut einen Meter. In der 18. Minute köpfte Mauricio Victorino nach einem von Diego Forlan hereingebrachten Eckball völlig freistehend über das mexikanische Tor. Nachdem „El Tri“ sich allmählich aus der anfänglichen Umklammerung der „Celeste“ befreien konnte, zog Andrés Guardado in der 22. Minute aus rund 25 Metern ab, traf aber nur die Torlatte. Obwohl die Mexikaner das Spiel fortan besser in den Griff bekamen und wegen einer längeren Behandlung des verletzten Diego Pérez mehrere Minuten in Überzahl agierten, gelang den – zu diesem Zeitpunkt wieder vollständigen – Uruguayern unmittelbar vor der Pause der Führungstreffer. Forlan hatte sich im Mittelfeld durchgesetzt und auf den rechts laufenden Edinson Cavani gepasst, der eine präzise Flanke in den Strafraum schlug, die Suárez mit dem Kopf verwandelte. Weil im Parallelspiel Gastgeber Südafrika zur Pause mit 2:0 gegen den enttäuschenden Vizeweltmeister Frankreich führte und Mexiko somit nur noch eine um zwei Tore bessere Tordifferenz hatte als „Bafana Bafana“, war das Weiterkommen zu diesem Zeitpunkt in ernsthafter Gefahr. In der 54. Minute hätte Uruguays Kapitän Diego Lugano fast das 2:0 erzielt und Mexikos Nervosität noch verstärken können. Erst danach konnten die Mexikaner ihre Angriffsbemühungen verbessern und kamen in der 64. Minute zu ihrer besten Gelegenheit, als „Maza“ Rodríguez nach einer Flanke von Pablo Barrera zum Hechtkopfball ansetzte und das Tor nur knapp verfehlte. Weil „El Tri“ selbst kein Tor zustande brachte, war die Aufmerksamkeit mit zunehmender Spieldauer verstärkt auf das parallel verlaufende Gruppenspiel gerichtet und zwanzig Minuten vor dem Spielende durften die Mexikaner endlich aufatmen, als die Nachricht vom 1:2-Anschlusstreffer der Franzosen die Runde machte.

## Finalrunde

### Achtelfinale
- Sonntag, 27. Juni 2010; 20:30 Uhr in Johannesburg (Soccer City)
 Argentinien –  Mexiko 3:1 (2:0)

Durch aggressives Forechecking verhinderten die Mexikaner einen geordneten Spielaufbau der „Gauchos“ und kamen ihrerseits zu zwei hervorragenden Gelegenheiten in der Anfangsphase. In der achten Minute krachte ein Fernschuss von Carlos Salcido an die Latte und eine Minute später verfehlte ein Schuss von Andrés Guardado das Tor nur knapp. Durch eine sehr konzentrierte und laufintensive Defensivtaktik verhinderten die Mexikaner geschickt, dass die Argentinier gefährlich in die Nähe ihres Tores kamen. Eine der ersten Möglichkeiten Argentiniens entstand in der 26. Minute, als Lionel Messi sich durchsetzen konnte und Carlos Tévez bediente, der aus klarer Abseitsposition traf. Doch das Schiedsrichtergespann erkannte den regelwidrigen Treffer an und brachte durch diese Fehlentscheidung die bis dahin selbstsicher agierenden Mexikaner sichtlich aus dem Konzept. Weiter auf die Verliererstraße gerieten die Mexikaner, nachdem Ricardo Osorio den Ball gegen Gonzalo Higuaín vertendelt hatte. Der argentinische Stürmer spielte anschließend den mexikanischen Keeper Óscar Pérez Rojas aus und sorgte mit dem 2:0 in der 33. Minute für den Halbzeitstand. Die endgültige Vorentscheidung fiel durch ein weiteres Tévez-Tor in der 52. Minute, als sein aus rund 22 Metern abgefeuerter Ball zum 3:0 im Torwinkel landete. In der Folgezeit plätscherte das Spiel dahin, weil die Argentinier sich darauf beschränkten, ihren Vorsprung zu verteidigen. Die passive Spielweise der „Albiceleste“ ermöglichte den Mexikanern noch einige Möglichkeiten. Doch nachdem Gabriel Heinze in der 70. Minute einen Fallrückzieher von Salcido von der Linie wegschlagen konnte, reichte es nur noch zum Anschlusstreffer durch Chicharito in der 71. Minute.